# Nand Kumar Patel
Nand Kumar Patel (8 de noviembre de 1953 - 25 de mayo de 2013) fue un político del Congreso Nacional Indio de Chhattisgarh. Ganó la elección legislativa de la Asamblea Constituyente de Kharsia cinco veces seguidas (1990, 1993, 1998, 2003 y 2008). Fue ministro de gabinete en los gobiernos estatales de Madhya Pradesh y Chhattisgarh. Fue secuestrado y asesinado por los naxalitas durante el ataque Naxalita de 2013 en el valle de Darbha.